# Antineutrofiele cytoplasmatische antistoffen

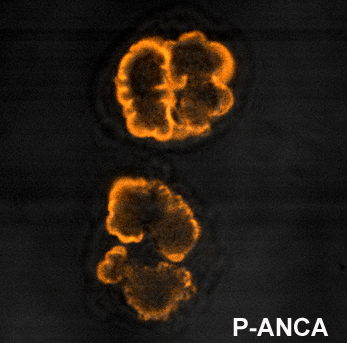
Antistoffen gericht tegen neutrofiele granulocyten, afkomstig uit het bloed van een patiënt met microscopische polyangiitis. De antistoffen binden in dit geval 'perinucleair', dus rond de celkern (p-ANCA)

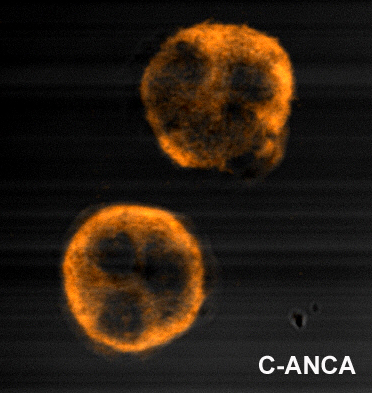
Antistoffen gericht tegen neutrofiele granulocyten afkomstig van een patiënt met de ziekte van Wegener. De antistoffen binden 'cytoplasmatisch' (c-ANCA)

Antineutrofiele cytoplasmatische antistoffen (ANCA) zijn een type antistoffen die zich bij een aanval tegen het eigen lichaam richten. ANCA zijn gericht tegen neutrofiele granulocyten, een soort witte bloedcel. Ze komen voor in het bloed van onder andere mensen met de ziekte van Wegener.
Een test om ANCA in bloed aan te tonen werd in 1985 in Groningen ontwikkeld. Aanvankelijk was de test alleen bedoeld om de ziekte van Wegener op te sporen. Later bleek deze ook geschikt als diagnosemiddel bij microscopische polyangiitis maar ook bij de helft van de patiënten met het syndroom van Churg-Strauss.
Op een glazen plaatje wordt een beetje serum van de patiënt in contact gebracht met speciaal behandelde witte bloedcellen van een gezonde donor. Als het serum van de patiënt ANCA bevat, zullen deze zich hechten aan de bloedcellen van de donor. Om dit aan te tonen wordt een fluorescent kleurmiddel toegevoegd.
Onder de microscoop kunnen twee typen ANCA zichtbaar zijn:
- c-ANCA: cytoplasmatisch, het cytoplasma van de granulocyt kleurt min-of-meer egaal aan. Dit kan passen bij de ziekte van Wegener.
- p-ANCA: perinucleair, de aankleuring concentreert zich rondom de celkern. Dit kan passen bij microscopische polyangiitis, PSC (Primaire Scleroserende Cholangitis), colitis ulcerosa en 50% patiënten met het syndroom van Churg-Strauss.